# Jürgen Köster

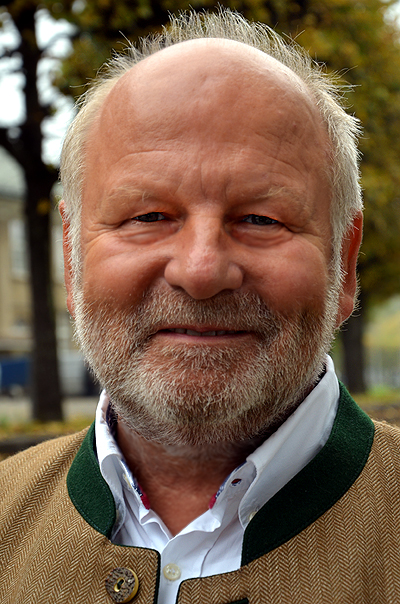
Jürgen Köster, Vorstandsvorsitzender des Presse Club Hannover;
2016 vor dem Hannover Congress Centrum

Jürgen Köster (* 30. November 1948 in Wuppertal) ist ein deutscher Hörfunk-Journalist und -Unternehmer.

## Leben
Jürgen Köster wurde bereits als Schüler und später als Student beim Saarländischen Rundfunk (SR) für das Hörfunkprogramm SR 1 Europawelle tätig, während er parallel dazu noch Rechtswissenschaften studierte.
1985 wurde Köster zunächst Wortchef bei dem privat betriebenen Radio Schleswig-Holstein (R.SH) und übernahm 1988 die Leitung des Hörfunks beim Norddeutschen Rundfunk (NDR) für das im Landesfunkhaus Niedersachsen produzierte Programm NDR 1 Radio Niedersachsen. Innerhalb von wenigen Jahren soll er die Zahl der Hörer für das regional geprägte Landesprogramm von ehemals rund 800.000 auf zuletzt geschätzte 2,3 Millionen Zuhörer gesteigert haben.
Nachdem jedoch durch Unterstützung des seinerzeit zum neuen Ministerpräsidenten von Niedersachsen gewählten späteren Bundeskanzlers Gerhard Schröder (SPD) die Fernsehjournalistin Lea Rosh 1991 die Leitung des Funkhauses in Hannover übernommen hatte, betitelte Jürgen Köster, den die Wochenzeitung Die Zeit seinerzeit der CDU zurechnete, seine neue Chefin als „[…] unprofessionell und selbstherrlich“ und – kündigte.
Noch im selben Jahr 1992 übernahm Köster die Programmdirektion bei dem privaten Hörfunksender radio ffn in Niedersachsen.
Seit der erstmaligen Auslobung des Axel-Springer-Preises für junge Journalisten im Jahr 1995 war Köster Mitglied der Preisjury für den Bereich Hörfunk sowie deren Sprecher.
1996 wurde Köster geschäftsführender Gesellschafter von Deutsches Rockradio, ab 2002 zudem auch im Unternehmen Heureka Radio in Hannover.

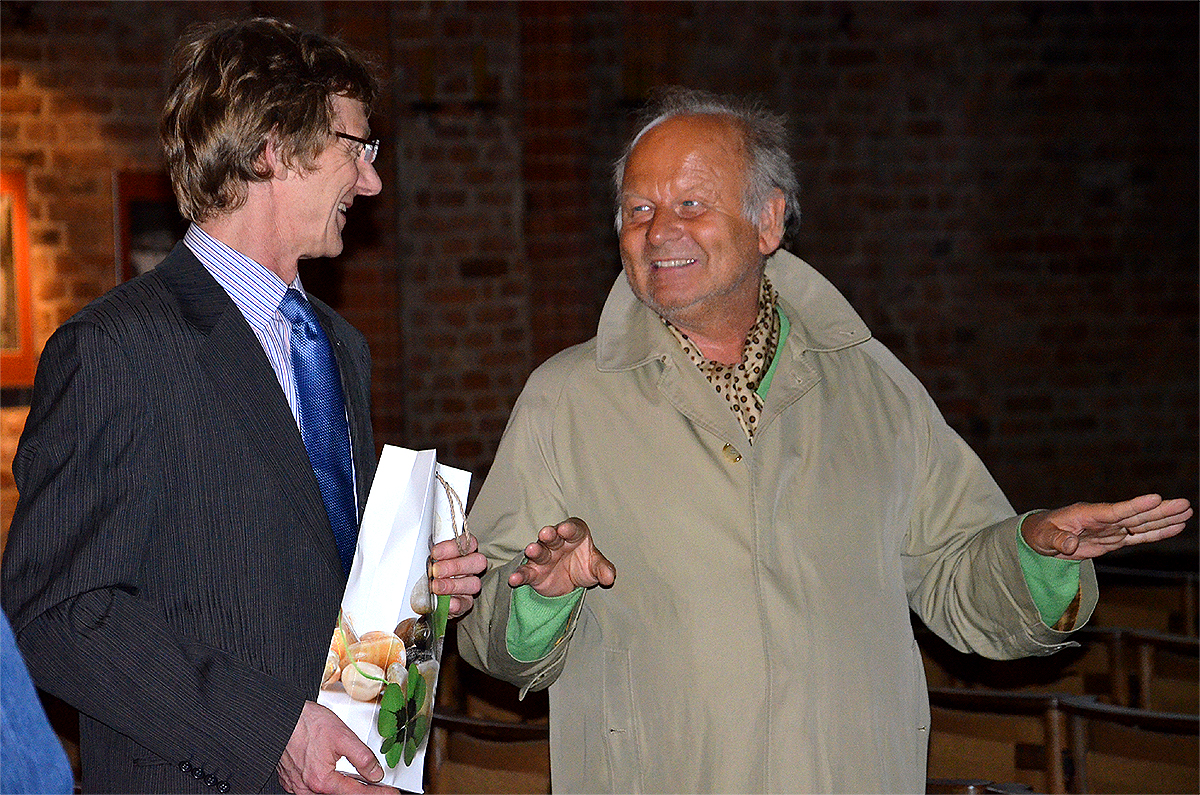
Jürgen Köster (rechts) 2014 im Gespräch mit dem Organisten Ulfert Smidt in der Marktkirche von Hannover

Köster, Gründer des Senders Radio 21, lebt und arbeitet vornehmlich in Garbsen. Er ist zudem Vorstandsvorsitzender im Presse Club Hannover, der jährlich den mit 15.000 Euro dotierten Leibniz-Ring-Hannover verleiht.

## Ehrungen
- Am 23. Mai 2015 wurde Jürgen Köster mit der Verleihung des Verdienstkreuzes 1. Klasse des Niedersächsischen Verdienstordens durch Ministerpräsident Stephan Weil ausgezeichnet.[7]
- Am 15. September 2018 ernannte Wolfgang Illmer als Gran Canciller des Ritterordens der Bruderschaft der Mudzborgh, Jürgen Köster zum Ehrenritter der Mudzborgh und verlieh ihm den Mudzborgher Löwen.[8]